# ゾンビ・ガール
『ゾンビ・ガール』（原題：Burying the Ex）は2014年にアメリカ合衆国で製作されたホラー映画である。監督はジョー・ダンテ、主演はアントン・イェルチンが務めた。本作は2008年に発表された短編映画『Burying the Ex』（アラン・トレッツァ監督）を長編映画化したものである。

## ストーリー
マックスは心霊現象に夢中になっている青年で、二面性のある美女、イヴリンと交際していた。イヴリンは極端なまでの環境保護論者で、アウトドア活動を推奨するブログ会社で働いていた。一方のマックスは地元のホラーショップ「ブラッディ・メアリー」の店員として働いていた。マックスがイヴリンに尽くす姿は傍目から見ても異常なものであった。マックスはイヴリンの好みに合わせて自分の食生活を一変させたり、長年愛用してきた車を「彼女が気に入っていない」という理由で売却したりしていた。マックスは自分でホラーショップを経営することを夢見ていたが、イヴリンはその夢を応援しようとはしなかった。
ある日、マックスが店番をしていると小包が届いた。その中には願いを何でも叶えてくれる悪魔、ジーニーの像が入っていた。店の雰囲気に似つかわしくないと判断したマックスは、悪魔の像を倉庫にしまった。その夜、マックスとイヴリンが店の中で情事に耽っている最中、2人はその場のノリで「いつまでも一緒にいよう」と誓ってしまった。その直後、マックスはイヴリンと同棲することになった。2人は関係が深まったことを内々に祝う予定でいたが、イヴリンが「もっと派手に祝いたい」と言い出した。そこで、マックスはイヴリンをアイ・スクリームというホットスポットへ連れて行くことにした。店の経営者であるオリヴィアとマックスが楽しそうに話す姿を見たイヴリンは、「この2人はお互いに気があるに違いない」と思い込んだ。マックスが必死に弁解するのを聞いていたイヴリンは突然涙を流し始めた。母親が亡くなって以来、自分を楽しませてくれる人間は彼しかいないと悟ったためであった。
2人の同棲生活は順調に見えたが、イヴリンが勝手に部屋を改装したことが原因で一気にこじれてしまった。しかも、彼女はマックスのコレクションを捨ててしまったのである。当然、2人は口論になった。マックスは「君は些細なことで涙を流して僕に譲歩を迫る。もっとお互いの意見を尊重していくべきだ。」とイヴリンに言った。マックスとてイヴリンの言いなりになっている状態は不快この上なかったので、別れを切り出そうとした。しかし、どうにもその勇気が湧いてこなかった。そこで、マックスは兄のトラヴィスにアドバイスをもらいに行くことにした。トラヴィスは「公共の場所でイヴリンに別れを切り出すと良い。すぐにその場を離れることができるからね。その場でイヴリンが喚きだしたなら、周囲の人々は彼女が他人をコントロールしようとするモンスターだということを知ることになる。」とマックスにアドバイスした。このアドバイスをすぐさま実践に移したマックスは、イヴリンを公園に呼び出した。しかし、イヴリンが交通事故に遭って亡くなってしまうという悲劇が発生してしまった。
それから数週間、マックスはイヴリンの死に責任を感じて自分を責め続けていた。そんなマックスを励ましたのはトラヴィスだった。生活を立て直す気力が湧いてきたマックスは、オリヴィアの下に向かった。マックスとオリヴィアにはホラー好きという共通点があった。マックスとオリヴィアが恐怖を味わうためにハリウッドの墓地を訪れると、そこには死んだはずのイヴリンの姿があった。イヴリンは自分の墓を掘り起こしていたのである。ただ、2人はそれに気が付くことはなかったマックスが帰宅してすぐに来客があった。それはイヴリンであった。蘇ったイヴリンはこのチャンスを逃すまいと、再びマックスを誘惑し始めた。マックスは悪魔の像が本物で、「いつまでも一緒にいたい」というイヴリンの願いが叶ってしまったのではないかと考えた。しかし、マックスはオリヴィアと恋をすると決めていたので、何としてでもイヴリンが蘇生したことをオリヴィアに知られないようにしなければならなかった。それと同時に、はっきりとイヴリンに別れを伝える方法を思案し始めた。マックスは悪魔の像を処分すれば事態が解決するのではないかと思ったが、何をすれば処分したことになるのかが分からなかった。そこで、マックスはオカルト関係の書物を読み漁り、ホラーショップ関係の人脈を総動員して情報収集に当たった。マックスはあらゆる可能性を試してみたが、悉く失敗に終わった。いつも頼れるトラヴィスすらも、ゾンビを前にして困惑するばかりであった。

## キャスト
※（）は日本語吹替声優。
- アントン・イェルチン - マックス（日野聡）
- アシュリー・グリーン - イヴリン（名塚佳織）
- アレクサンドラ・ダダリオ - オリヴィア（能登麻美子）
- オリヴァー・クーパー - トラヴィス
- アーチー・ハーン - チャック
- マーク・アラン - バーテンダー
- ガブリエル・クリスチャン - ココ
- ミンディ・ロビンソン - ミンディ
- ディック・ミラー - 警察官

なお、メアリー・ウォロノフの出演シーンは劇場公開版からは全カットされた。

## 製作
ダンテ監督は本作について「この作品はECコミックそのものですが、漫画のような映画ではないのです。登場人物たちは漫画のそれよりも幾分か現実の人間に近くなっていると思います。」と語っている。
本作の主要撮影は2013年11月17日に始まり、同年12月19日に終了した。

## 公開
2014年9月4日、本作は第71回ヴェネツィア国際映画祭でプレミアを迎えた。2015年1月、イメージ・エンターテインメントが本作の全米配給権を獲得したと発表した。5月26日には予告編が公開された。

## 評価
本作に対する批評家の評価は芳しいものではない。映画批評集積サイトのRotten Tomatoesには38件のレビューがあり、批評家支持率は30%、平均点は10点満点で4.4点となっている。サイト側による批評家の見解の要約は「『ゾンビ・ガール』はジョー・ダンテ監督の才能が垣間見えることを売りにしているが、コンセプトもその出来映えも彼の最高傑作が打ち立てた水準に届いていない。」となっている。また、Metacriticには19件のレビューがあり、加重平均値は37/100となっている。